# Baptisterio de Butrinto
El baptisterio en Butrinto es un sitio arqueológico en el Condado de Vlorë, Albania, y forma parte del Parque Nacional de Butrinto, es una estructura antigua tardía conocida por su pavimento de mosaico bien conservado. El baptisterio circular planificado centralmente también es notable como un antiguo monumento romano adaptado a las necesidades del cristianismo.
Construido en el siglo VI, se realizaron unas primeras excavaciones en el baptisterio en mayo de 1928, por una misión arqueológica italiana en Albania, dirigida por Luigi Maria Ugolini.

## Descripción
La estructura redonda del baptisterio, que mide 14,5 metros de diámetro, se construyó dentro de un gran espacio rectangular que era parte de una casa de baños romana o un complejo de baño doméstico. Los arqueólogos han identificado una pequeña habitación al noreste del baptisterio como un caldarium, o cuarto caliente, de un sistema de calefacción del hipocausto romano. La existencia previa de este sistema puede explicar la elección de construir un baptisterio allí.

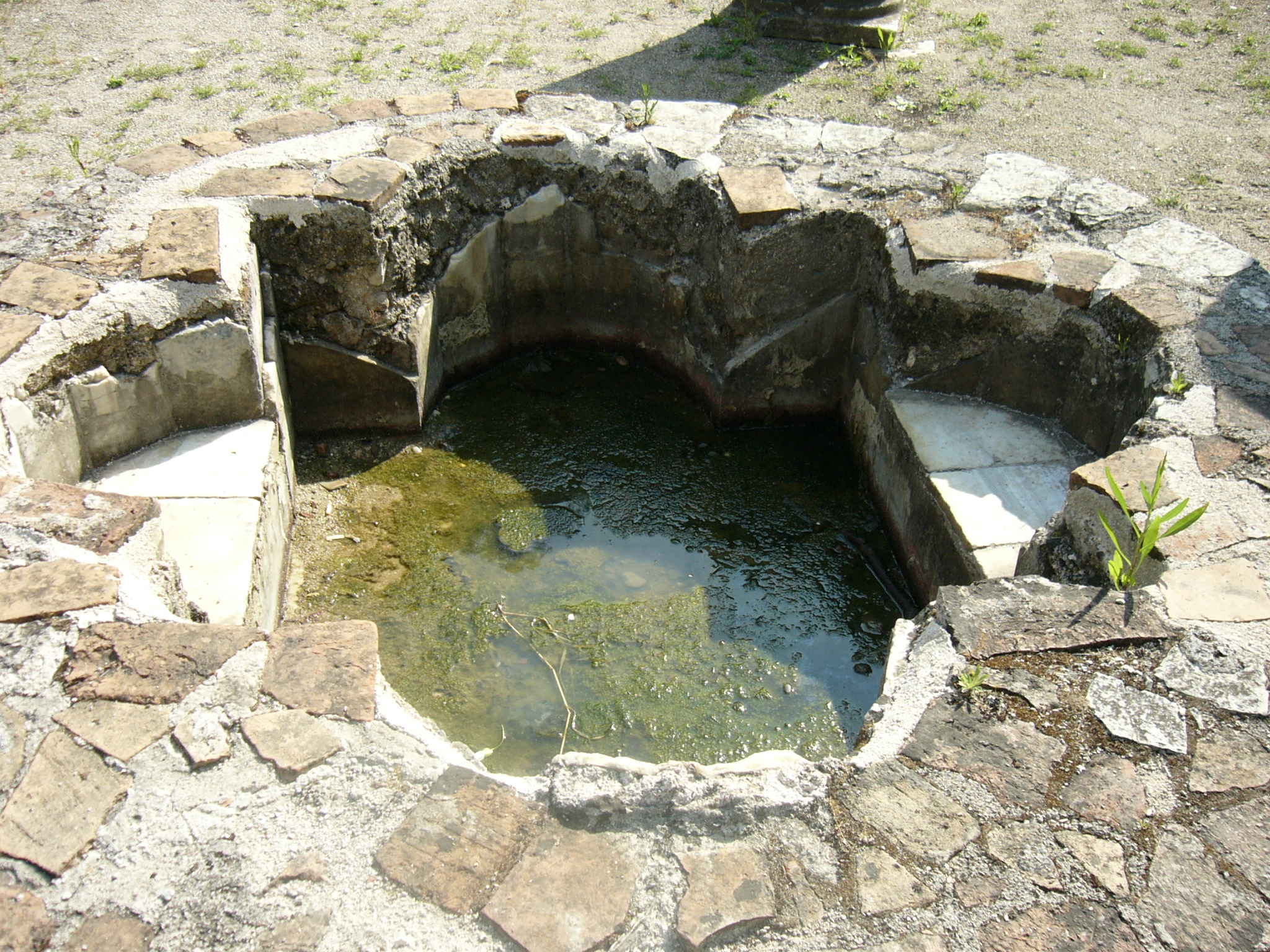
Fuente bautismal de Butrinto.

La fuente en forma de cruz, característica central del baptisterio, tiene dos escalones interiores, lo que permite a los que están a punto de bautizarse a bajar a la balsa. Allí, el obispo derramaría agua sobre ellos con un pequeño recipiente. La habitación de la esquina del este, contenía un tanque de agua y un praefurnium, u horno para calentar el agua. El agua se canalizaba subterráneamente directamente a la fuente, donde se mezclaba con agua fría de una cisterna integrada en el caldarium romano más antiguo.
Situado dentro de una estructura arqueada en la pared del baptisterio hay otra fuente pequeña. Está ubicada directamente frente a la entrada, una característica inusual para un baptisterio. Los arqueólogos creen que sirvió un propósito simbólico como una imagen de la Fuente de la Vida, un símbolo iconográfico cristiano asociado con el bautismo.

## Columnas

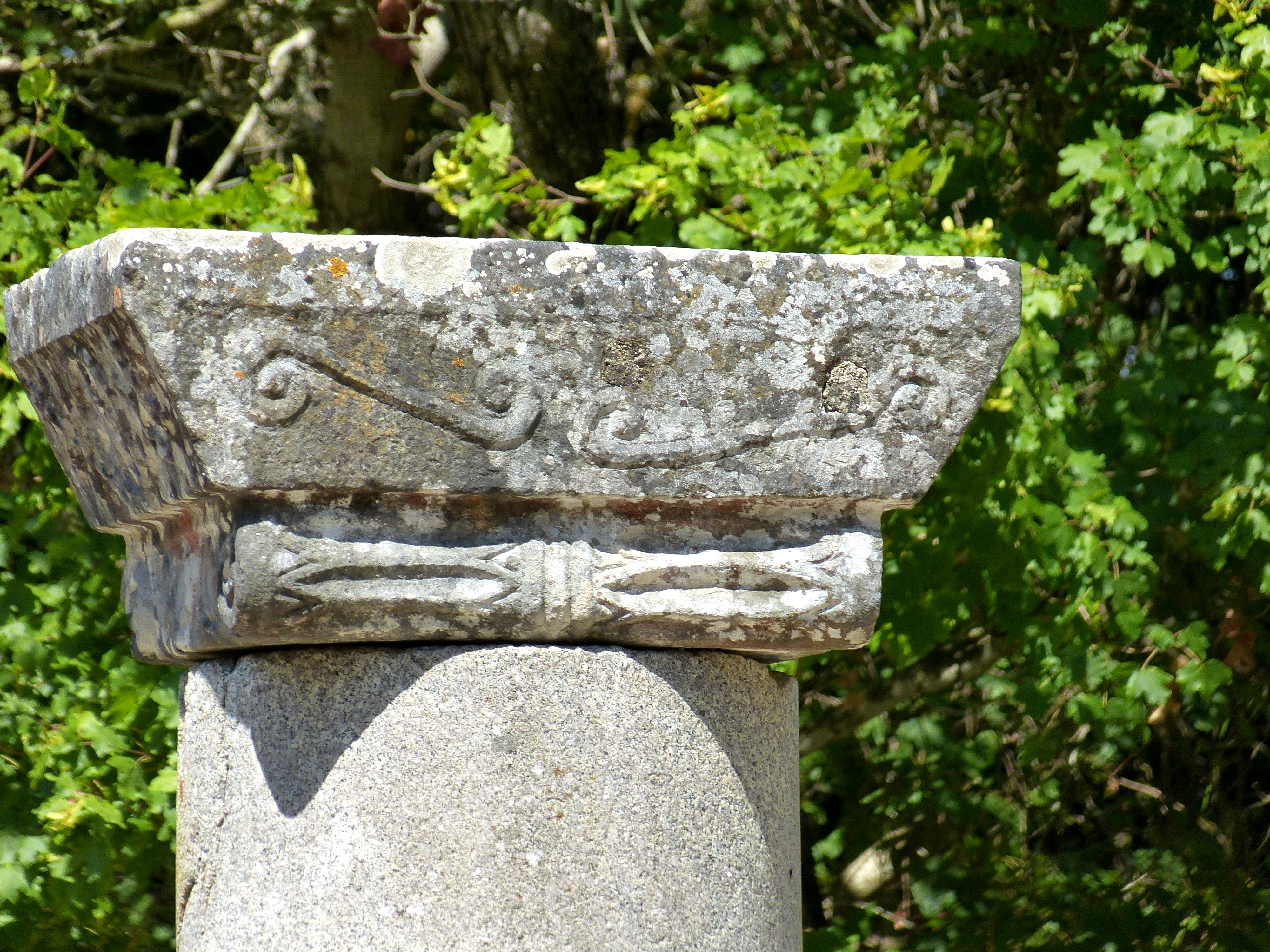
Capitel de columna del Baptisterio de Butrinto.

Dos columnatas concéntricas —cada una con ocho columnas, con un total de 16— soportaron antiguamente un techo de madera. Las columnas están realizadas de granito egipcio, y se encontraban sostenidas en varias bases reutilizadas. Sin embargo, los capiteles con imposta de jónicos, que presentan hojas y hojas de acanto, probablemente fueron hechos específicamente para el edificio. El interior de la pared también presentaba 24 medias columnas y estaba cubierto con yeso y pintado. Un banco bajo, posiblemente una vez cubierto con mármol pulido, estaba adosado continuamente alrededor de los pies de la pared interior.
El arqueólogo John Mitchell, en su libro The Butrint Baptistry and its Mosaics, comenta sobre la singularidad de estas dos columnatas desde un punto de vista arquitectónico, escribiendo: «… el hecho de que cada una consta de ocho columnas significa que la distancia entre los ejes en el círculo exterior es aproximadamente el doble que en el interno. Esto da lugar a problemas técnicos y estéticos - arcos mucho más amplios y más altos en la arcada exterior - que deben haber probado el ingenio del arquitecto hasta el límite. Por consideraciones simbólicas: el poder del número ocho … Ningún otro edificio del período toma esta forma».

## Mosaicos
El aspecto más notable del baptisterio de Butrinto en la actualidad es su pavimento de mosaico. Muy probablemente creado por mosaicistas de Nicópolis, el piso de mosaico está considerado el más complejo de todas las antiguas estructuras bautismales que todavía existen en el Mediterráneo en la actualidad. De las siete bandas circulares que giran alrededor de la fuente central, el mosaico presenta una iconografía relacionada tanto con el cristianismo como con la vida aristocrática.

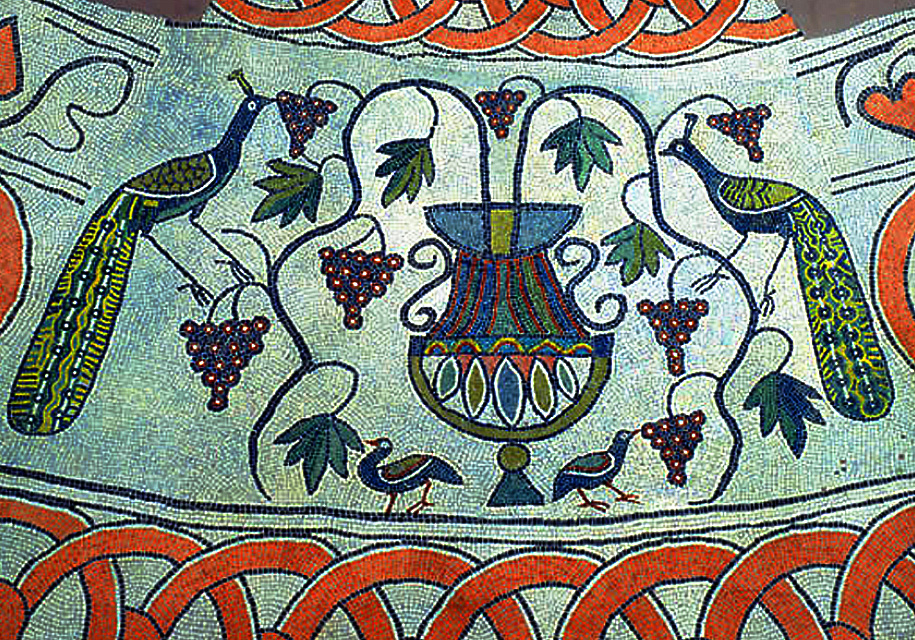
Detalle del piso de mosaico del baptisterio, que representa dos pavos reales comiendo uvas de un kantharos.

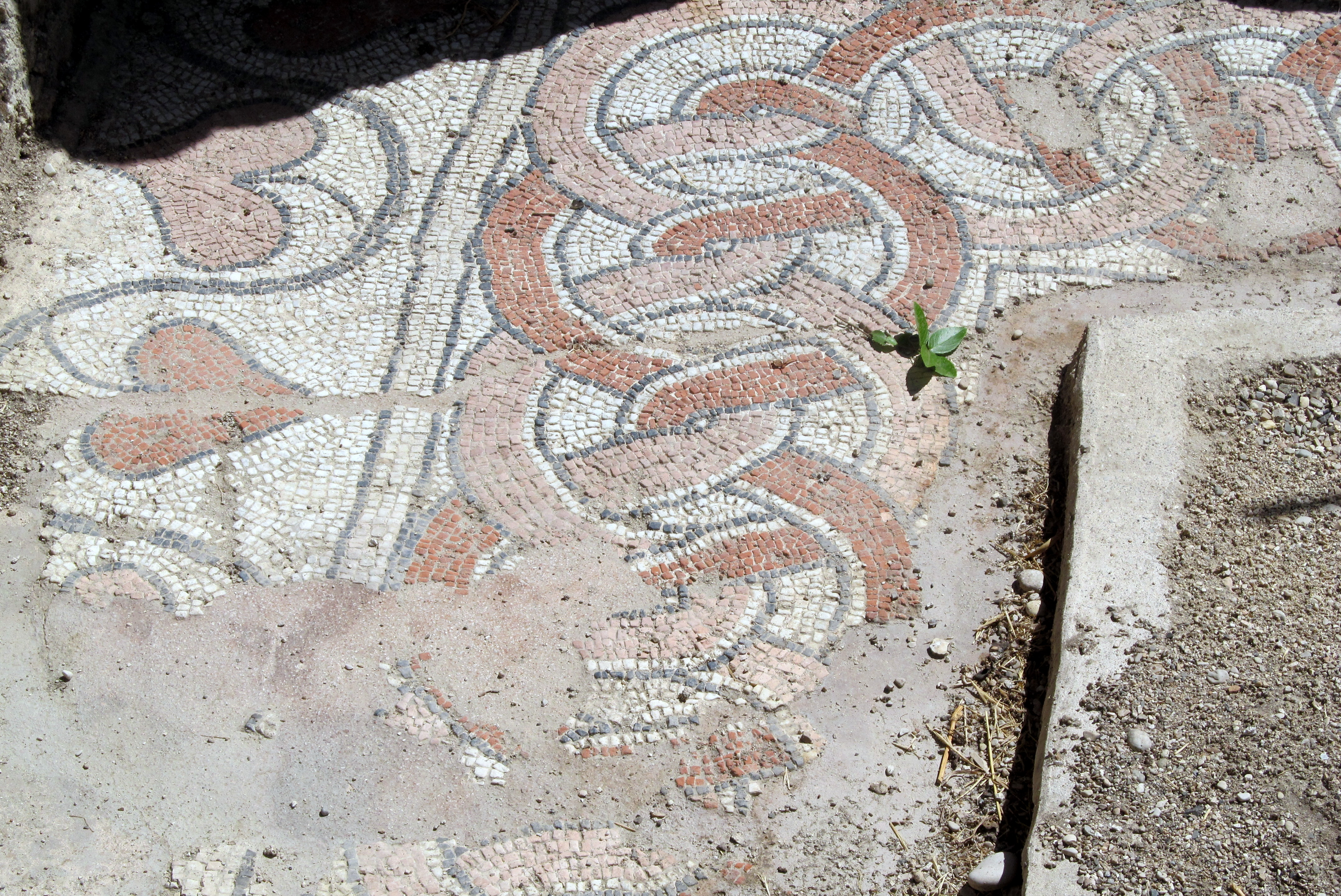
Detalle del suelo de mosaico del baptisterio.

Los mosaicos del baptisterio presentan dos escenas destacadas, cada una de las cuales evoca fuertemente una iconografía cristiana acorde con un tema bautismal. En uno, los pavos reales se representan a cada lado de un kantharos, del cual cuelgan vides que llevan racimos de uvas. Según Mitchell, al creerse que la carne de pavo real no se descomponía, la apariencia del animal en el arte antiguo tardío habría simbolizado la vida eterna. La otra escena principal representa dos ciervos en una fuente, una referencia a un versículo del Salmo 42: «Como el ciervo brama por los arroyos de agua, así palpita mi alma después de ti, oh Dios». Juntas, las dos imágenes conectan el agua con el concepto de vida eterna.
El resto de los mosaicos, que presentan animales en rondeles que se cruzan a través del piso, no tienen un significado cristiano manifiesto, aunque Mitchell los interpreta como representativos del Jardín del Edén bíblico. Las aves y los animales marinos, así como las criaturas domesticadas y exóticas, se yuxtaponen. Varios paneles, sin embargo, también hacen referencia a la caza, bien conocida en la antigüedad clásica como un deporte favorito de la aristocracia. Por lo tanto, la inclusión de criaturas exóticas, como leopardos, junto con símbolos como un perro de caza y una red, también podría hacer referencia a las cacerías de animales realizadas por la élite.
Diversos motivos en todo el piso redondeado también pueden tener áreas demarcadas de importancia ceremonial dentro del baptisterio, en lugar de simplemente servir como decoración. Mitchell notó que el patrón marcado que rodea la fuente central coincide con el patrón verificado en algunos de los círculos más externos de los medallones. Esto podría haber indicado el lugar donde estaba el obispo y se conectó visualmente el poder ceremonial de la fuente con la del obispo.